# Gulstjärtsnapper
Gulstjärtsnapper (Ocyurus chrysurus) är en fisk i familjen Lutjanidae som finns från södra USA:s atlantkust till farvattnen utanför Brasilien.

## Utseende
Gulstjärtsnappern är en förhållandevis slank fisk med ett litet huvud med underbett. Ryggfenan är dubbel, med 10 taggstrålar i den främre delen, och 12 (i undantagsfall 13 till 14) i den bakre. Analfenan har en liknande uppbyggnad, med 3 taggstrålar och sällsynt 8, vanligare 9 mjukstrålar. Stjärtfenan är djupt inskuren. Färgteckningen är livlig: På rygg och sidor är den blå till violett med spridda, olikstora, gula fläckar och ett gult, vidgande band från nosen till stjärtfenan. De lägre sidorna och buken är vitaktiga med smala rödaktiga och gula strimmor. Rygg- och stjärtfenorna är gula, medan buk- och analfenorna är vitaktiga. Längden uppgår som mest till 86 cm, och vikten till 4,07 kg, men arten är oftast mindre.

## Vanor
Arten lever i kustnära vatten på ett djup mellan 10 och 70 m, vanligen i närheten av korallrev. Ungfiskarna föredrar beväxta bottnar. Arten håller sig vanligen en bra bit över bottnen, och sluter sig ofta samman med artfränder. Födan består av en kombination av plankton och bottendjur som fiskar, bläckfiskar, snäckor, maskar och kräftdjur. Ungfiskarna tar djurplankton. Högsta konstaterade ålder är 14 år.

### Fortplantning
Gulstjärtsnappern blir könsmogen vid en längd av 25 till 30 cm, och leker under hela året.

## Betydelse för människan
Arten är en omtyckt matfisk, och är föremål för ett betydande kommersiellt fiske. Den sportfiskas också flitigt. Den hålls även i offentliga akvarier, och har förökat sig i fångenskap.

## Utbredning
Gulstjärtsnappern lever i västra Atlanten från Massachusetts i USA via Bermuda, Västindien och Mexikanska golfen till sydöstra Brasilien. Arten är vanligast kring Bahamas, utanför södra Florida och i Västindien.